# Båtkläpp (vid Brunskär, Korpo)
Båtkläpp är öar i Finland. De ligger i Skärgårdshavet och i kommunen Pargas i landskapet Egentliga Finland, i den sydvästra delen av landet. Öarna ligger omkring 74 kilometer sydväst om Åbo och omkring 200 kilometer väster om Helsingfors. Båtkläpp ligger 5 meter över havet. De ligger på ön Jungfruharu.
Arean för den av öarna koordinaterna pekar på är 1,1 hektar och dess största längd är 220 meter i nord-sydlig riktning.